# Henry Kotani
Pour les articles homonymes, voir Kotani.
Henry Kotani (ヘンリー・小谷, Henrii Kotani), né le 25 avril 1887 au Japon dans la préfecture d'Hiroshima et mort le 8 avril 1972 à Tokyo, est un cinéaste japonais pionnier du cinéma, également scénariste, directeur de la photographie et acteur. Son vrai nom est Kuraichi Kotani (小谷倉市, Kotani Kuraichi).

## Biographie
Né Kuraichi Kotani dans un village de la préfecture d'Hiroshima, Kotani émigre à Hawaï à l'âge de neuf ans, avec sa mère afin de rejoindre son père qui s'y est établi. Il fait ses études à San Francisco. Diplômé de l'école secondaire, il commence à travailler à Hollywood comme acteur puis comme directeur de la photographie sous le nom de Henry Kotani, en particulier chez Famous Players-Lasky.
En 1920, la Shōchiku se lance dans la production et la distribution de films, elle envoie à Hollywood un ancien journaliste, Oson Taguchi pour acheter des équipements, étudier les méthodes de production et engager des techniciens. Sur la recommandation de Cecil B. DeMille, elle engage Henry Kotani qui est alors directeur de la photographie.
La Shōchiku construit des studios à Kamata, en banlieue de Tokyo à l'aide d'ingénieurs invités des États-Unis. Henry Kotani, revenu au Japon, devient réalisateur, il tourne La Femme de l'île (島の女, Shima no onna) en 1920 qui est le premier film réalisé dans ces studios de Kamata puis Nouvelle Vie (新生, Shinsei). L'année suivante, il écrit des scénarios pour des films ambitieux qu'il tourne lui-même. Les Coquelicots (虞美人草, Gubijinsō, 1921) est inspiré d'une célèbre bataille de l'histoire de la Chine et est tourné en extérieur avec une foule de figurants dans un décor représentant la Grande Muraille. La Malle (トランク, Toranku, 1921) est interdit à cause de scènes érotiques.

## Filmographie sélective

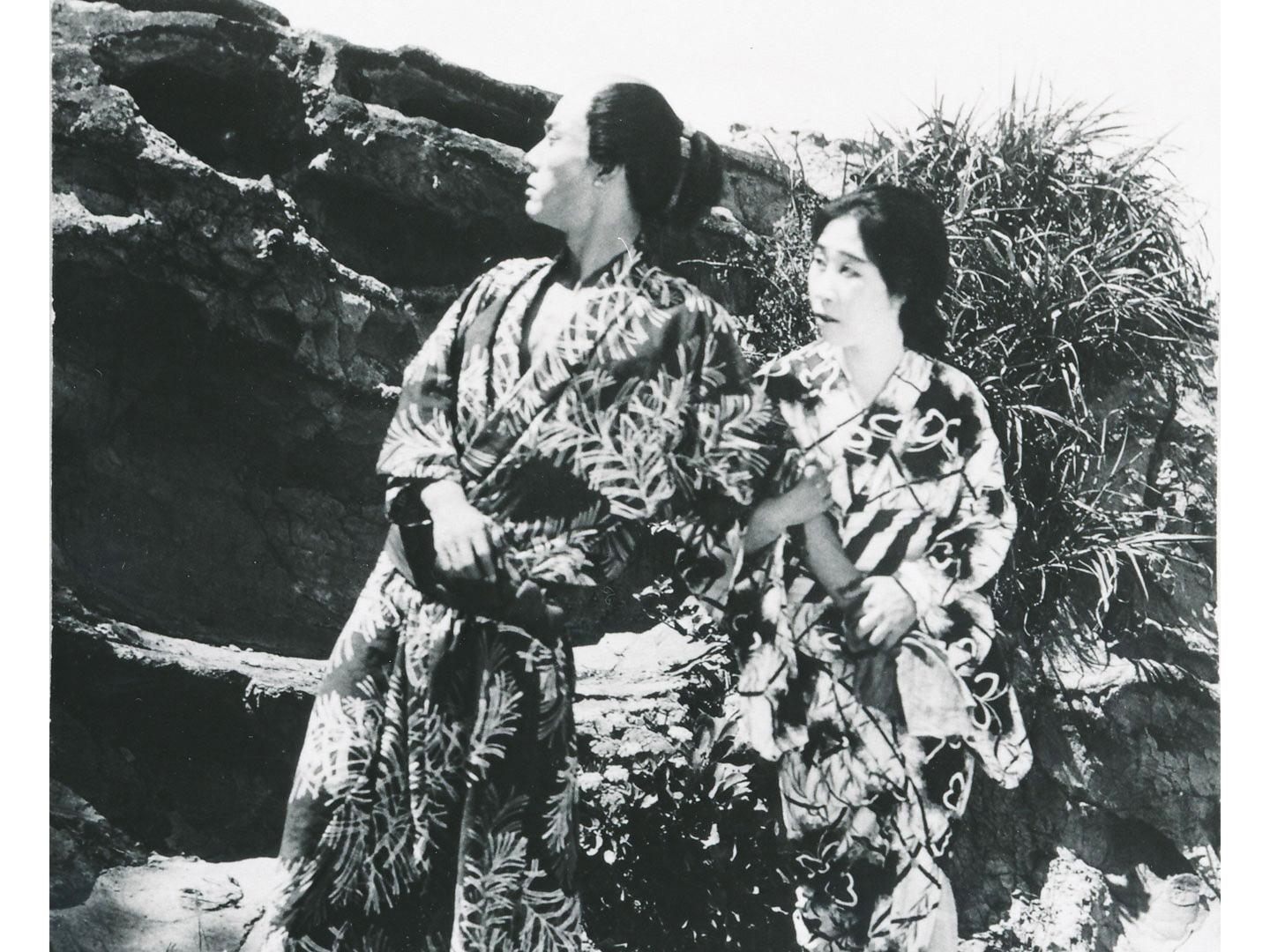
Yoshiko Kawada (à droite) dans une scène de La Femme de l'île (1920).

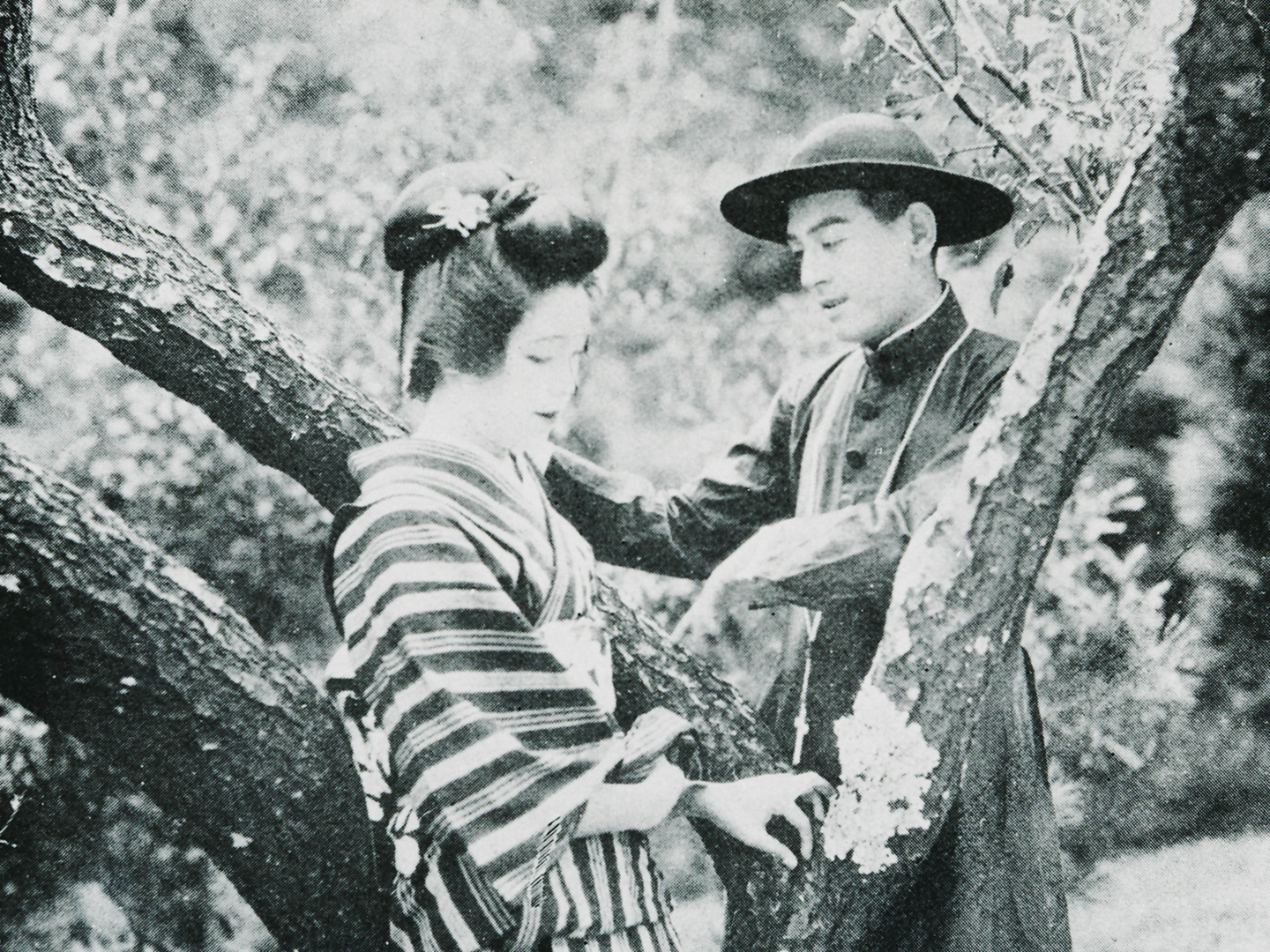
Tsuruko Segawa et Tsuzuya Moroguchi dans Nouvelle Vie (1920).

### Acteur
- 1914 : A Relic of Old Japan de Thomas H. Ince et Reginald Barker
- 1914 : L'Honneur japonais (The Typhoon) de Reginald Barker
- 1914 : La Colère des Dieux (The Wrath of the Gods) de Reginald Barker

### Directeur de la photographie
- 1919 : Johnny Get Your Gun (en) de Donald Crisp

### Réalisateur
- 1920 : La Femme de l'île (島の女, Shima no onna?)
- 1920 : Nouvelle Vie (新生, Shinsei?)
- 1921 : Les Coquelicots (虞美人草, Gubijinsō?)
- 1921 : Le Mécanicien et sa femme (電工と其妻, Denkō to sono tsuma?)
- 1921 : La Malle (トランク, Toranku?)
- 1921 : Mantetsu no zenbō (満鉄の全貌?)
- 1921 : Yūhi no mura (夕陽の村?)
- 1921 : Yami no michi (闇の路?)
- 1921 : Tomu no kichō (トムの帰朝?)
- 1923 : Shitakiri suzume (舌切雀?)
- 1924 : Koi no misshi (恋の密使?)
- 1924 : Kurōhoshi (黒法師?)
- 1924 : Chidori naku yoru (千鳥啼く夜?)
- 1924 : Migiwa no sakura (汀の桜?)
- 1924 : Meguru himitsu (繞る秘密?)
- 1924 : Miyako no fune (都の舟?)
- 1926 : Nasake no hikari (情の光?)
- 1927 : Akeyuku mura (黎け行く村?)
- 1932 : Daigaku no uta (大学の唄?)

## Récompenses et distinctions
- 1961 : prix du film Mainichi : prix spécial[5]